# Teilhet (Puy-de-Dôme)
Pour les articles homonymes, voir Teilhet.
Teilhet est une commune française, située dans le département du Puy-de-Dôme en région Auvergne-Rhône-Alpes.

## Géographie

### Localisation
Teilhet est située dans les Combrailles, au nord-ouest du département du Puy-de-Dôme. Ses communes limitrophes sont :
| Le Quartier | Youx             |             |
|             | Teilhet          | Neuf-Église |
| Gouttières  | Sainte-Christine |             |

### Lieux-dits et écarts
Barry, Bois du bouchat, Chez Charles, Chez Moigner, Chez Sagoueix, Chez Vareille, Étang de Malguette, la Boge, la Chabassière, la Croizette, la Faye, la Maison Rouge, Rodde, la Signolle, la Sucharelle, la Vialle, le Bouchat, le Favet, le Proche, le Peyroux, le Renigat, les Ayes, les Barres, les Brousses, les Chaumes du Puy, les Fioloux, Mazaubel, Mazerolles, Moulard, Teilhet.

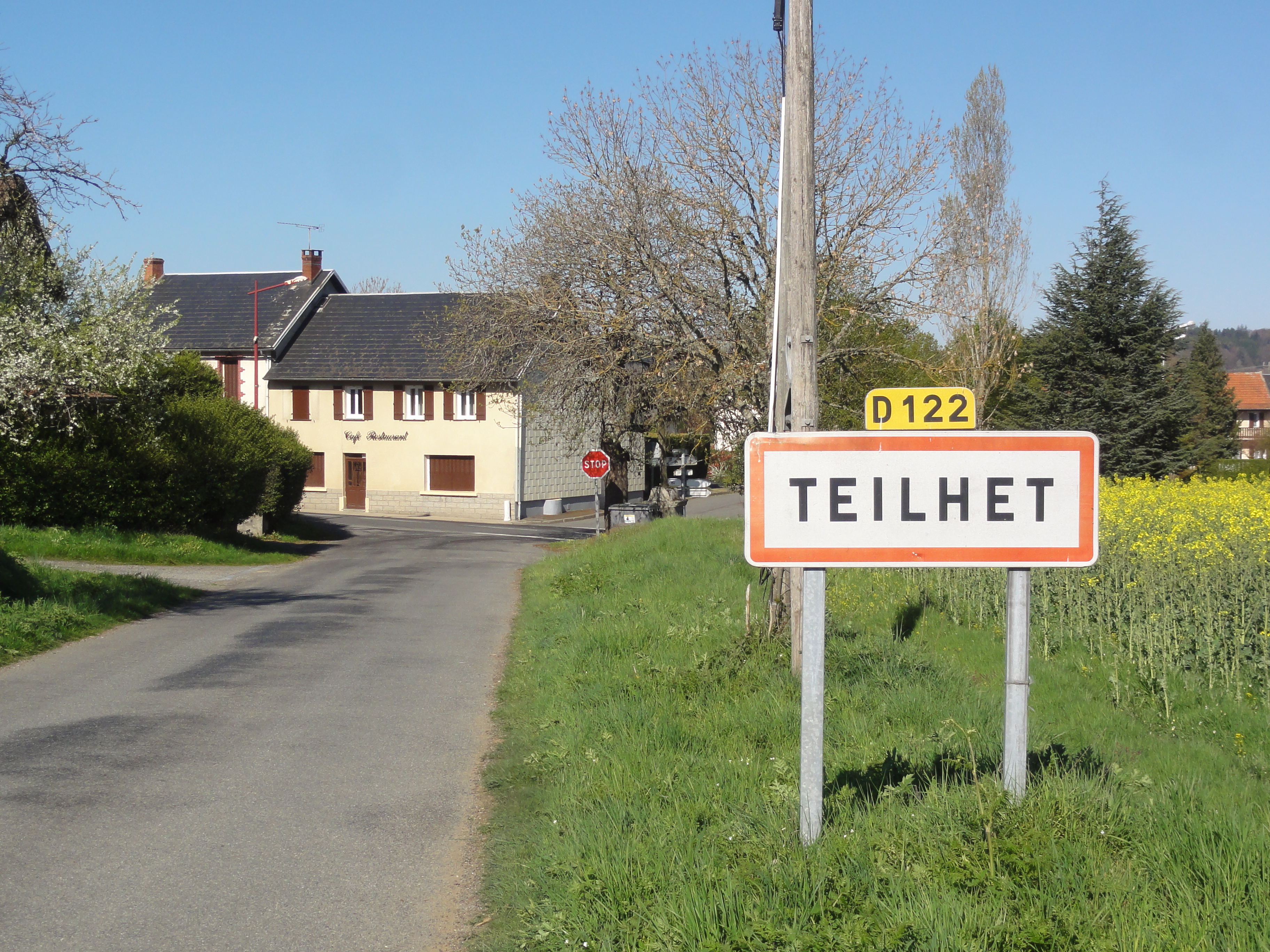
Teilhet, panneau d'entrée.
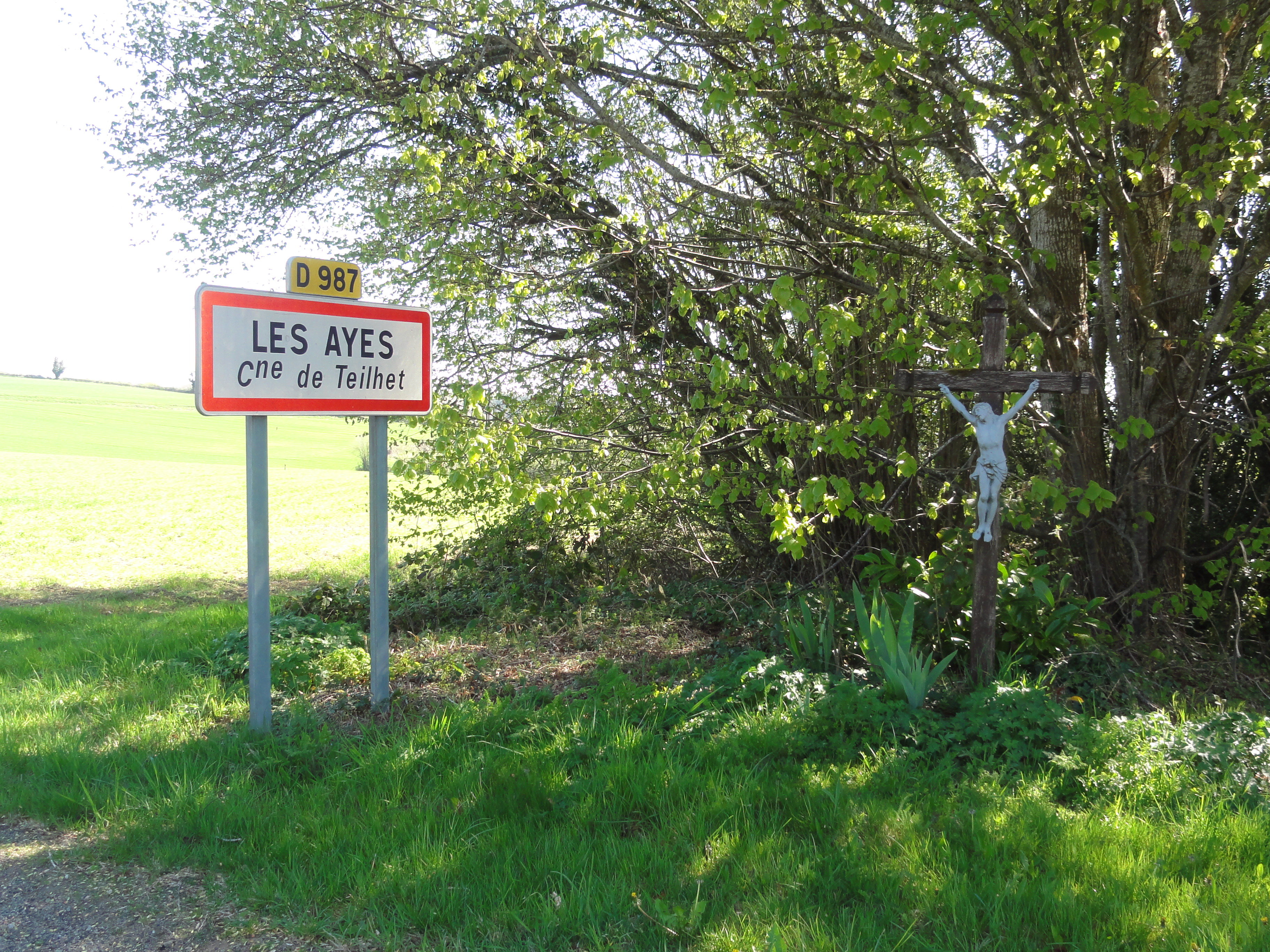
Les Ayes, croix et panneau d'entrée.
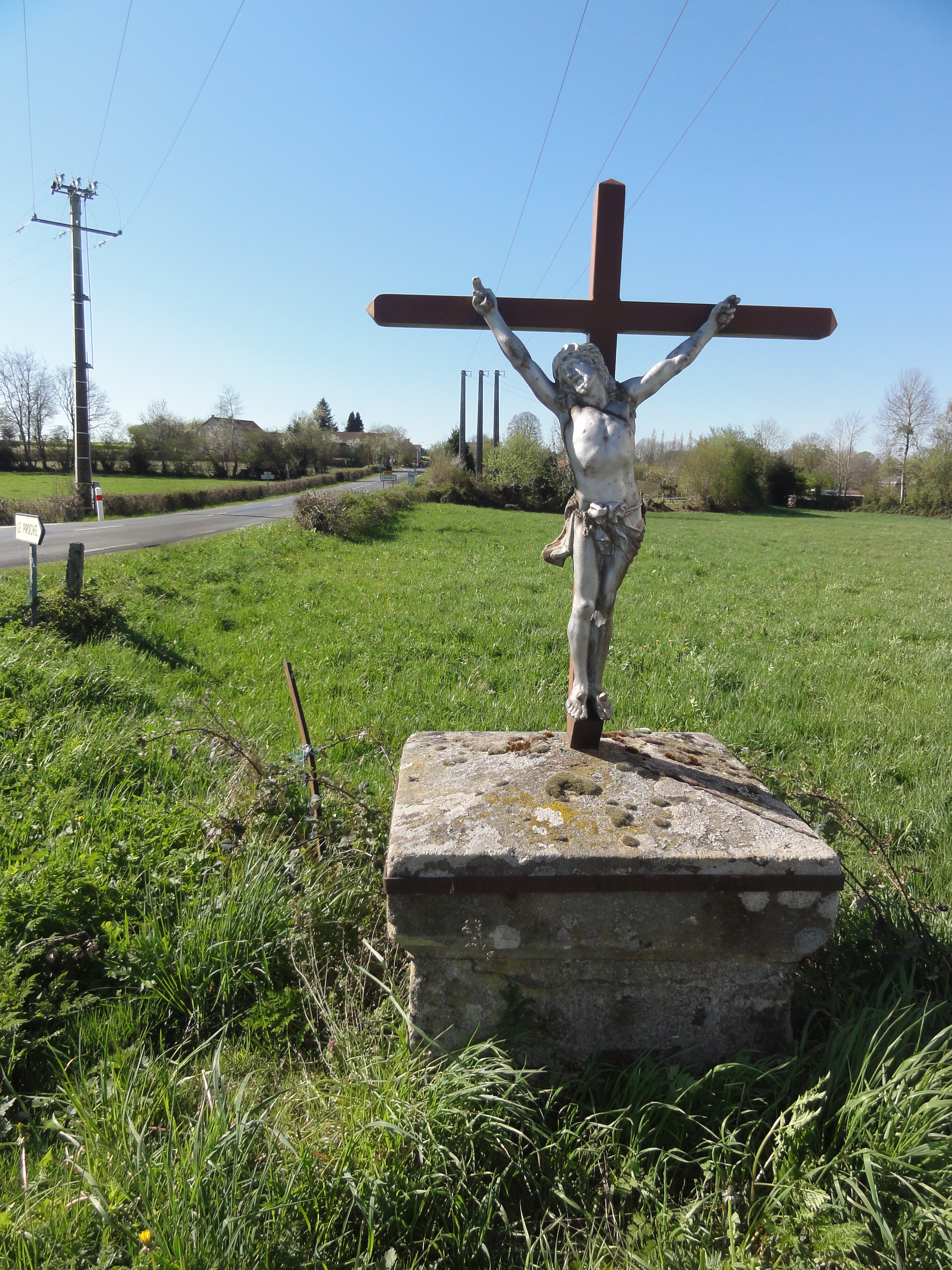
Le Proche, croix de chemin.

### Climat
Pour des articles plus généraux, voir Climat d'Auvergne-Rhône-Alpes et Climat du Puy-de-Dôme.
En 2010, le climat de la commune est de type climat des marges montargnardes, selon une étude du Centre national de la recherche scientifique s'appuyant sur une série de données couvrant la période 1971-2000. En 2020, Météo-France publie une typologie des climats de la France métropolitaine dans laquelle la commune est exposée à un climat de montagne ou de marges de montagne et est dans la région climatique  Ouest et nord-ouest du Massif Central, caractérisée par une pluviométrie annuelle de 900 à 1 500 mm, maximale en automne et en hiver. 
Pour la période 1971-2000, la température annuelle moyenne est de 8,9 °C, avec une amplitude thermique annuelle de 15 °C. Le cumul annuel moyen de précipitations est de 847 mm, avec 10,9 jours de précipitations en janvier et 8 jours en juillet. Pour la période 1991-2020, la température moyenne annuelle observée sur la station météorologique de Météo-France la plus proche, « Saint-Gervais-d'Auvergne », sur la commune de Saint-Gervais-d'Auvergne à 7 km à vol d'oiseau, est de 9,8 °C et le cumul annuel moyen de précipitations est de 825,6 mm,. Pour l'avenir, les paramètres climatiques de la commune estimés pour 2050 selon différents scénarios d'émission de gaz à effet de serre sont consultables sur un site dédié publié par Météo-France en novembre 2022.

## Urbanisme

### Typologie
Au 1er janvier 2024, Teilhet est catégorisée commune rurale à habitat très dispersé, selon la nouvelle grille communale de densité à sept niveaux définie par l'Insee en 2022.
Elle est située hors unité urbaine. Par ailleurs la commune fait partie de l'aire d'attraction de Saint-Éloy-les-Mines, dont elle est une commune de la couronne,. Cette aire, qui regroupe 15 communes, est catégorisée dans les aires de moins de 50 000 habitants,.

### Occupation des sols
L'occupation des sols de la commune, telle qu'elle ressort de la base de données européenne d’occupation biophysique des sols Corine Land Cover (CLC), est marquée par l'importance des territoires agricoles (63,4 % en 2018), une proportion sensiblement équivalente à celle de 1990 (63,3 %). La répartition détaillée en 2018 est la suivante : forêts (36,6 %), prairies (32,8 %), zones agricoles hétérogènes (28,6 %), terres arables (1,9 %). L'évolution de l’occupation des sols de la commune et de ses infrastructures peut être observée sur les différentes représentations cartographiques du territoire : la carte de Cassini (XVIIIe siècle), la carte d'état-major (1820-1866) et les cartes ou photos aériennes de l'IGN pour la période actuelle (1950 à aujourd'hui).

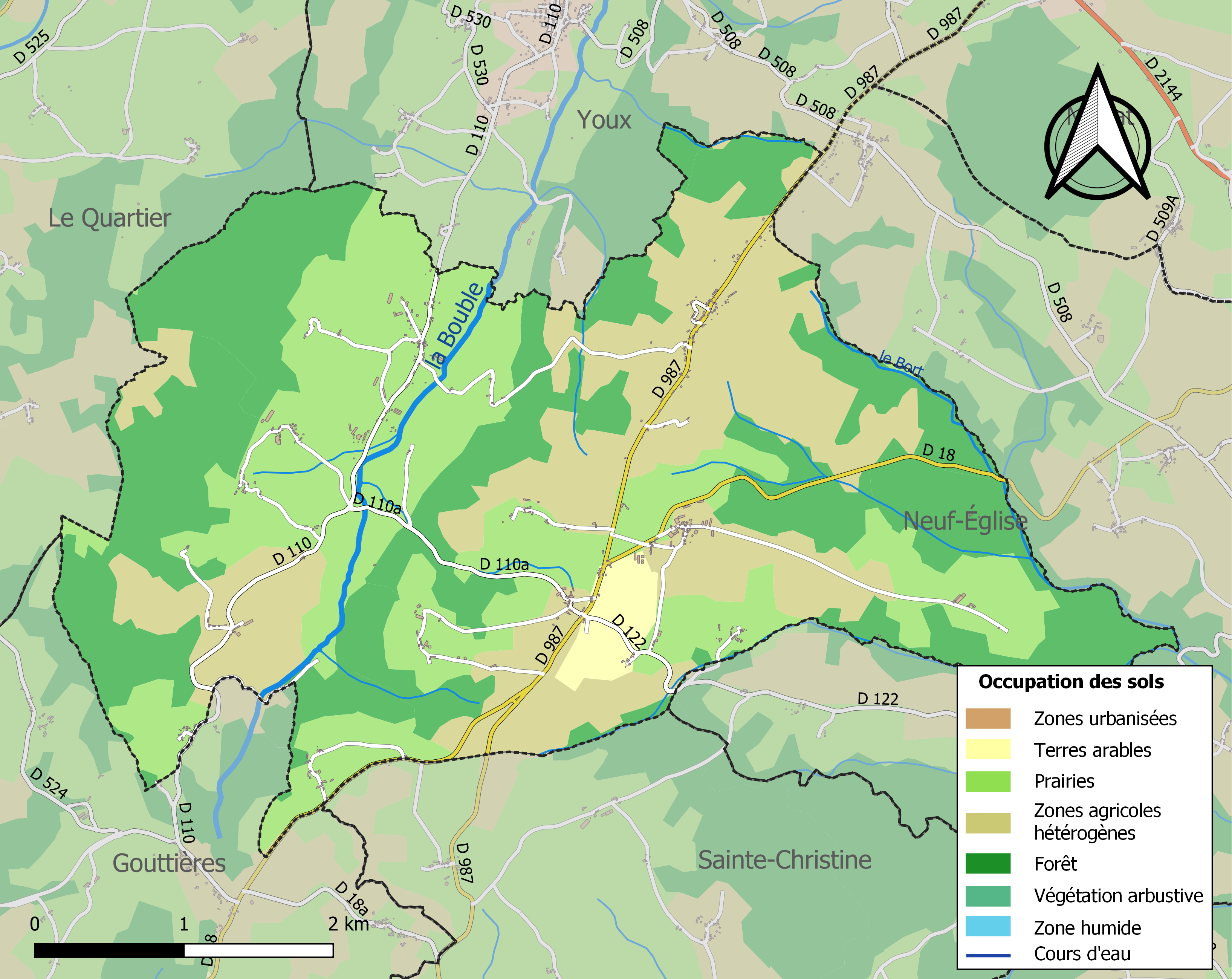
Carte des infrastructures et de l'occupation des sols de la commune en 2018 (CLC).

### Voies de communication et transports
La commune est traversée par les routes départementales 987, reliant Saint-Éloy-les-Mines au nord à Saint-Gervais-d'Auvergne au sud, 18 (vers Gouttières), 110 (vers Youx), 110a et 122 (vers Neuf-Église).

## Toponymie

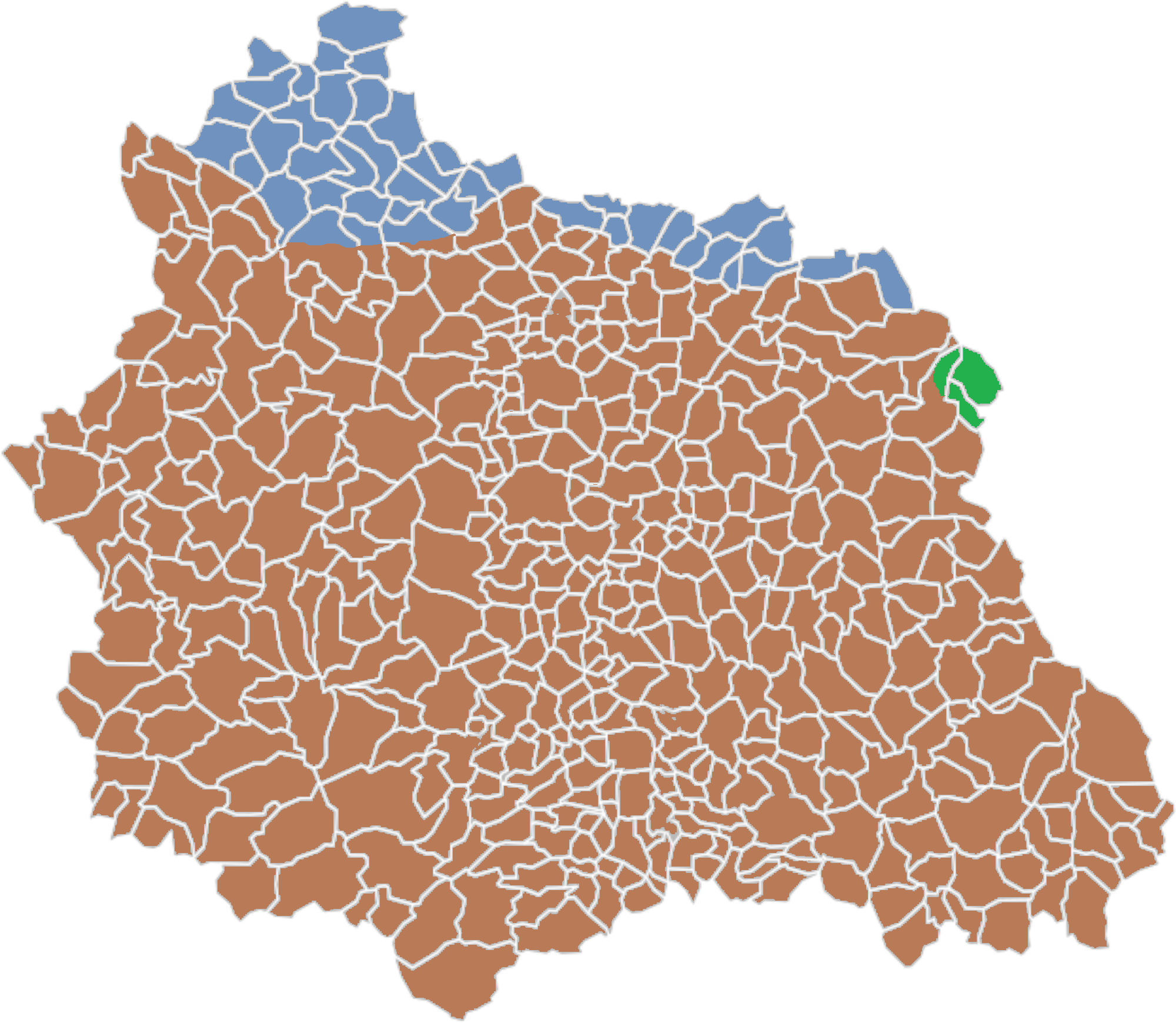
Carte linguistique du Puy-de-Dôme (Atlas sonore des langues régionales, CNRS). En bleu clair : les parlers du Croissant ; en marron : le nord-occitan ; en vert : l'arpitan.

Teilhet est le terme occitan qui désigne une plantation de tilleuls. Teilhet fait partie, en effet, de l'aire linguistique des parlers du Croissant, zone où l'occitan se mélange ici avec la langue d'oïl (bourbonnais).

## Histoire
Le village s'est illustré malgré lui en 2008 en raison d'actes d'intimidation à l'encontre d'un agriculteur bio originaire de Gap qui s'y était installé : « exécution » de chèvres de son troupeau, incendie de son hangar à foin, menaces de mort contre sa famille, dont sa petite fille de 8 ans. Ces intimidations ont abouti, début décembre 2008, au départ de Jean-Hugues Bourgeois et de sa famille.
Mais le 24 juin 2009, le chevrier a été soupçonné par le procureur de la République d'avoir monté l'affaire, à la suite d'études graphologiques. Finalement, le 24 février 2010, Jean-Hugues Bourgeois a réintégré son statut de victime partie civile, à la suite d'une décision de la chambre de l'instruction du tribunal de Riom, considérant dans ses attendus les expertises irrégulières, et l'instruction à charge basée sur « une vision subjective découlant d'une construction intellectuelle ». À l'examen du dossier les magistrats déclarent ne relever aucune charge à l'encontre de monsieur Bourgeois, ni aucun élément de mobile. En outre, le 4 octobre 2010, soit un an jour pour jour après l'incendie volontaire de la grange du chevrier, une autre grange a été incendiée sur la commune de Neuf-Église, celle d'un de ses proches. En janvier 2010, un nouvel abattage criminel de bétail a touché un autre jeune agriculteur exploitant de la commune de Menat, proche de Teilhet.

## Politique et administration

### Découpage territorial
La commune de Teilhet est membre de la communauté de communes du Pays de Saint-Éloy, un établissement public de coopération intercommunale (EPCI) à fiscalité propre créé le 1er janvier 2017 dont le siège est à Saint-Éloy-les-Mines. Ce dernier est par ailleurs membre d'autres groupements intercommunaux. Jusqu'en 2016, elle était membre de la communauté de communes du Pays de Menat.
Sur le plan administratif, elle est rattachée à l'arrondissement de Riom, à la circonscription administrative de l'État du Puy-de-Dôme et à la région Auvergne-Rhône-Alpes. Elle faisait partie du canton de Menat jusqu'en mars 2015.
Sur le plan électoral, elle dépend du canton de Saint-Éloy-les-Mines pour l'élection des conseillers départementaux, depuis le redécoupage cantonal de 2014 entré en vigueur en 2015, et de la deuxième circonscription du Puy-de-Dôme pour les élections législatives, depuis le dernier découpage électoral de 2010 (sixième circonscription avant 2010).

### Élections municipales et communautaires

#### Élections de 2020
Le conseil municipal de Teilhet, commune de moins de 1 000 habitants, est élu au scrutin majoritaire plurinominal à deux tours avec candidatures isolées ou groupées et possibilité de panachage. Compte tenu de la population communale, le nombre de sièges à pourvoir lors des élections municipales de 2020 est de 11. La totalité des candidats en lice a été élue dès le premier tour, le 15 mars 2020, avec un taux de participation de 64,92 %.

#### Chronologie des maires
| Période                                  | Période                         | Identité          | Étiquette | Qualité |
| ---------------------------------------- | ------------------------------- | ----------------- | --------- | --- |
| Les données manquantes sont à compléter. |                                 |                   |           | |
| mars 2001                                | En cours (au 29 septembre 2021) | Bernard Duverger, |           | Responsable opérationnel environnement technique Président de la communauté de communes du Pays de Menat (2014-2016) |

## Population et société

### Démographie
L'évolution du nombre d'habitants est connue à travers les recensements de la population effectués dans la commune depuis 1793. Pour les communes de moins de 10 000 habitants, une enquête de recensement portant sur toute la population est réalisée tous les cinq ans, les populations de référence des années intermédiaires étant quant à elles estimées par interpolation ou extrapolation. Pour la commune, le premier recensement exhaustif entrant dans le cadre du nouveau dispositif a été réalisé en 2008.

En 2022, la commune comptait 283 habitants, en évolution de −4,71 % par rapport à 2016 (Puy-de-Dôme : +2,1 %, France hors Mayotte : +2,11 %).
| 1793 | 1800 | 1806 | 1821 | 1831 | 1836 | 1841 | 1846 | 1851 |
| ---- | ---- | ---- | ---- | ---- | ---- | ---- | ---- | ---- |
| 822  | 820  | 774  | 881  | 937  | 940  | 918  | 879  | 891  |

| 1856 | 1861 | 1866 | 1872 | 1876 | 1881 | 1886 | 1891 | 1896 |
| ---- | ---- | ---- | ---- | ---- | ---- | ---- | ---- | ---- |
| 870  | 827  | 789  | 769  | 780  | 798  | 779  | 717  | 744  |

| 1901 | 1906 | 1911 | 1921 | 1926 | 1931 | 1936 | 1946 | 1954 |
| ---- | ---- | ---- | ---- | ---- | ---- | ---- | ---- | ---- |
| 794  | 732  | 701  | 623  | 582  | 616  | 602  | 603  | 590  |

| 1962 | 1968 | 1975 | 1982 | 1990 | 1999 | 2006 | 2008 | 2013 |
| ---- | ---- | ---- | ---- | ---- | ---- | ---- | ---- | ---- |
| 579  | 514  | 435  | 416  | 339  | 294  | 298  | 299  | 299  |

| 2018 | 2022 | - | - | - | - | - | - | - |
| ---- | ---- | - | - | - | - | - | - | - |
| 281  | 283  | - | - | - | - | - | - | - |

## Culture locale et patrimoine

### Lieux et monuments

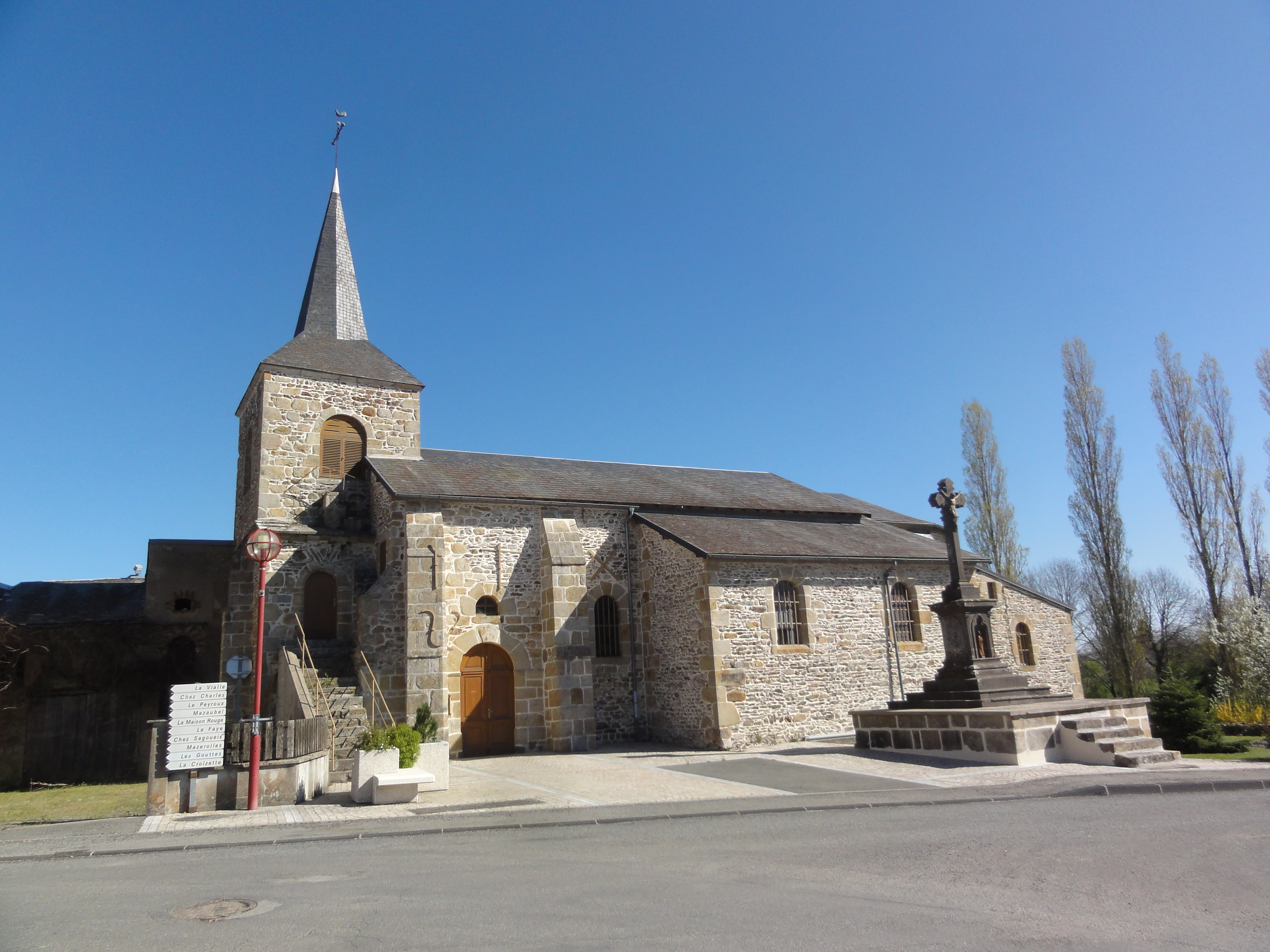
L'église de Teilhet.
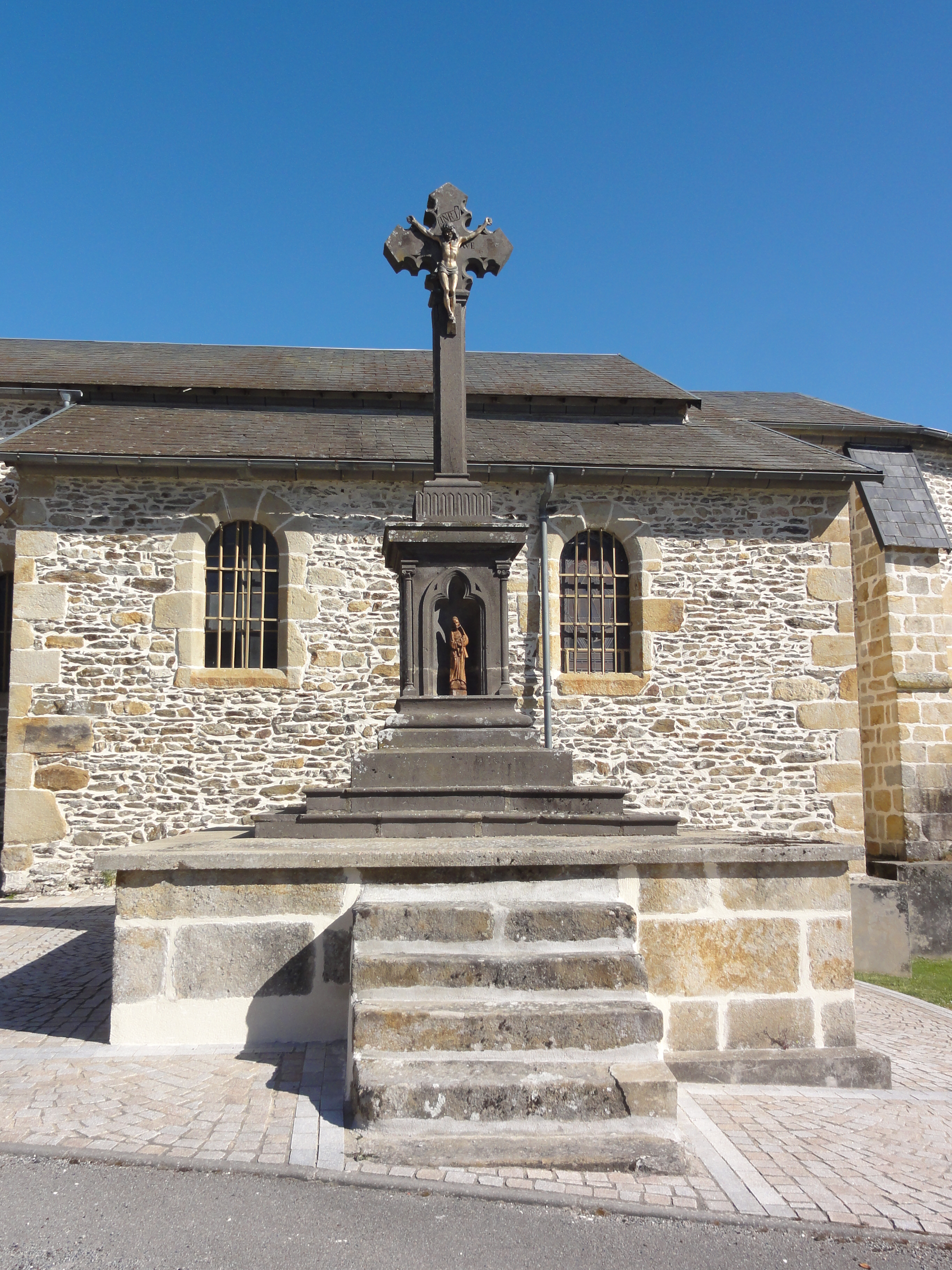
Croix à côté de l'église.
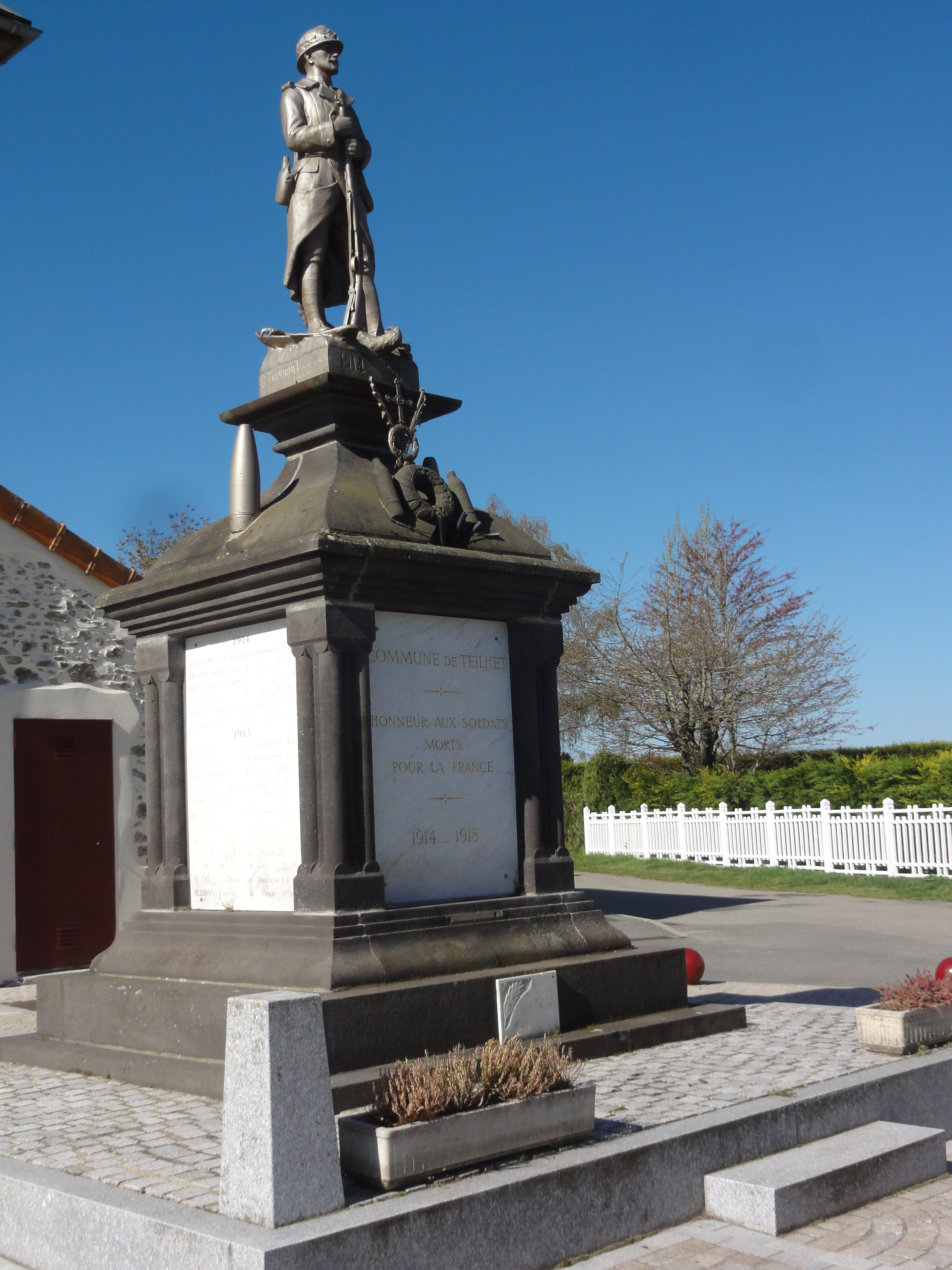
Monument aux morts.

### Personnalités liées à la commune
- Léon Geneix, poète né à Gouttières et ayant enseigné à l'école de Teilhet.